# 新北市立瑞芳國民中學
新北市立瑞芳國民中學（英文：New Taipei Municipal Ruifang Junior High School），簡稱瑞芳國中、瑞中、RFJH，位於台灣新北市瑞芳區。

## 簡介
瑞芳國中現有國中部普通班二十一班，特教班兩班，學生六百餘人，幼稚園兩班五十八位學生，並附設國中補校三班四十餘人，合計約學生近七百人，教職員工七十五人。近年曾遭兩次水災，分別為2000年象神及2001年納莉，對該校造成極大損傷，在政府補助經費修復後，軟硬體設施充足，現已修復。

## 地理位置
瑞芳國中位處新北市瑞芳區基隆河畔，面基隆河、瑞芳山系，背三爪子坑山。

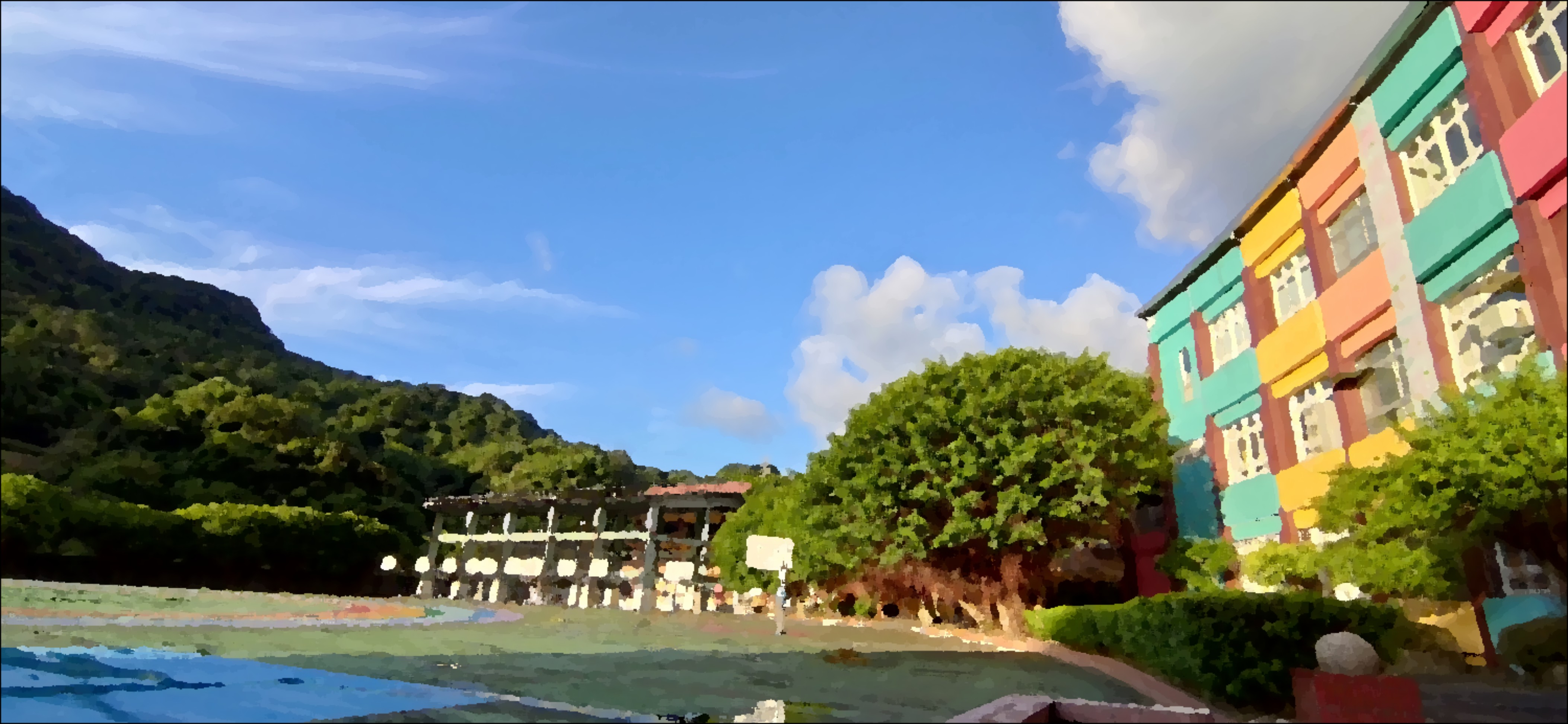
瑞芳國中一隅

## 歷史
- 1965年(民國54年)初，本區熱心教育人士，組成瑞芳初中建校促進委員會，幾經集議，專案報請台北縣政府准予設立，並蒙李建和先生鼎力支持，慨捐教室十二間。是年七月，奉臺灣省政府令儘速籌辦，並派陳寶林先生為本校首任校長。惟校舍建築需時，故准以雙溪初中瑞芳分部之名義，先行招生六班，暫借省立瑞芳高工教室於九月正式開學
- 1966年(民國55年)新建校舍落成，並奉省府令自八月一日正式獨立為臺北縣立瑞芳初級中學，五十七年秋改制為國民中學。
- 1978年(民國67年)劉建昌校長接任。71年8月奉調三重國中。
- 1982年(民國71年)戴光東校長接任。78年2月屆齡退休。
- 1989年(民國78年)龔成一校長接任。81年8月奉調積穗國中。
- 1992年(民國81年)許仁道校長接任。84年8月奉調頭前國中。
- 1995年(民國84年)陳黛薇校長接任。86年奉調中山國中。
- 1997年(民國86年)李克難校長接任。89年奉調花蓮縣水漣國中。
- 2000年(民國89年)朱清雅校長接任。93年奉調土城國中。
- 2004年(民國93年)吳吉助校長接任。99年奉調板橋國中。
- 2010年(民國99年)游玉英校長接任。103年奉調忠孝國中。
- 2014年(民國103年)王綠琳校長接任。112年退休。
- 2023年(民國112年)由許憶雯校長接任。

### 校徽

瑞芳國中校徽

## 外部連結
- 新北市立瑞芳國民中學 （页面存档备份，存于）

## 姊妹校
- 日本香川縣琴平町琴平中學-於2017年1月20日締結[3]